# SN 2002fy
SN 2002fy – supernowa odkryta 20 września 2002 roku w galaktyce A033218-2741. W momencie odkrycia miała maksymalną jasność 24,90m.